# Lindor Pérez Gacitúa
Lindor Pérez Gacitúa (Santiago, 17 de junio de 1854-ibídem, 16 de enero de 1916) fue un marino chileno y servidor público que ocupó, entre otros cargos, el de subsecretario de Marina y el de director general de la Armada de Chile.

## Sus inicios en la Armada
Inició su carrera en la Armada en 1870 como cadete a la Escuela Militar, debido a que la Escuela Naval se encontraba en ese entonces en receso. Al año siguiente se trasladó a la Escuela Naval que funcionaba en la corbeta "Esmeralda". Recibió el 27 de enero de 1874 sus despachos de guardiamarina y se embarcó en marzo en la corbeta "O'Higgins", comandada por el capitán de fragata Juan E. López.
Posteriormente estuvo embarcado en la corbeta "Magallanes", que llevó a cabo trabajos hidrográficos y atendió las necesidades de los colonos del estrecho homónimo. Luego se embarcó en el blindado "Blanco" tras lo cual se embarcó en un viaje de instrucción por Isla de Pascua, Archipiélago Juan Fernández y Tahití a bordo de la corbeta "Esmeralda", al mando del capitán de corbeta Jorge Montt Álvarez, quien tras la Guerra Civil de 1891 fue elegido presidente de la República.

## La Guerra del Pacífico y la Guerra Civil
Al declararse la Guerra del Pacífico, contra Perú y Bolivia, en 1879, el entonces Guardiamarina Pérez Gacitúa se encontraba en la corbeta "O'Higgins", la cual, comandada por el Capitán de Corbeta Jorge Montt, pasó a formar parte de la Escuadra, ascendiendo Pérez Gacitúa a Teniente 2.º el 10 de septiembre de ese mismo año.
La nave participó en las dos campañas navales de la guerra, actuando, entre otros, en el Combate de Angamos, donde le tocó efectuar la persecución de la corbeta peruana "Unión".
Lindor Pérez Gacitúa fue ascendido a Teniente 1.º el 10 de septiembre de 1881, pasando a servir durante seis años en la Escuela Naval, donde tuvo entre sus alumnos a los futuros Almirantes Francisco Nef y Luis Gómez Carreño.
En octubre de 1897 fue ascendido a Capitán de Corbeta graduado, ocupando la Segunda Comandancia del "Abtao", al mando del Capitán de Corbeta efectivo Arturo Fernández Vial. Hizo un viaje de instrucción de Guardiamarinas a Oceanía, recalando en Manila, Hong Kong, Yokohama, San Francisco (California), Isla de Pascua y Archipiélago Juan Fernández.
Del "Abtao" pasó al monitor "Huáscar" como oficial del detall, pasando luego al "Blanco", como oficial del detall y Capitán de Corbeta efectivo.
Llegó entonces la Guerra Civil de 1891, y el 7 de enero de ese año, Pérez Gacitúa junto a otros capitanes dirigieron sus embarcaciones a Iquique y en ellas a los presidentes de la Cámara de Diputados y del Senado, abrazando así la causa del Congreso, que se oponía a la dictadura de facto instalada por José Manuel Balmaceda y levantándose en armas contra su gobierno. 
Comandada la Escuadra por el Capitán de Navío Jorge Montt, el Capitán Pérez Gacitúa tomó parte en las operaciones militares, al mando de la corbeta "O'Higgins".
Nombrado Capitán de Fragata en octubre de 1891, se le encomendó la Comandancia del crucero "Presidente Pinto".

## Su Administración en Tiempos de Paz
En 1893, fue nombrado Subsecretario de Marina, pasando desde ahí a la "Comisión de Límites entre Chile y Argentina" del Ministerio de Relaciones Exteriores, hasta que fue ascendido a Capitán de Navío y designado Comandante del crucero "Esmeralda", en construcción en Inglaterra. El "Esmeralda" fue lanzado al mar el 14 de junio de 1896 y partió desde Plymouth el 22 de marzo de 1897 en la Escuadra que comandaba el Almirante Luis Alberto Goñi y en 1898 conformó la poderosa Escuadra dirigida por el Almirante Juan Manuel Simpson Searle, en época en que una vez más las relaciones con Argentina estuvieron muy tensas y con serias posibilidades de romperse.
En 1899 fue nombrado Gobernador Marítimo de Valparaíso y en 1900 Director del Territorio Marítimo.
El 13 de agosto de 1901 fue ascendido al grado de Almirante y tomó el mando del Apostadero Naval de Talcahuano.
El 20 de marzo de 1909 hizo entrega momentánea de su cargo, partiendo a Europa y Norteamérica en comisión de estudio en los astilleros de Estados Unidos, Inglaterra, Francia, Alemania e Italia, retomando su cargo el 1 de febrero de 1910, para dejarlo definitivamente el año siguiente, dejando atrás once años en que el Apostadero de Talcahuano adquirió un progreso extraordinario, para pasar a ocupar la jefatura de la Misión Naval de Chile en Londres, durante los próximos dos años.
De regreso en su patria, se hizo cargo de la Dirección de la Escuela Naval, donde había servido en sus años como Teniente, desarrollando una notable labor de mejoramiento en dicha institución.
El 16 de enero de 1916, Lindor Pérez Gacitúa fue nombrado director general de la Armada, y a solo unos meses de haber comenzado a ejercer el más alto cargo de la Armada de Chile, lo encontró la muerte a través de un paro cardíaco, mientras estaba de visita en Santiago de Chile.